# Новорождественська
Новорожде́ственська — станиця в Тихорєцькому районі Краснодарського краю. Центр Новорождественського сільського поселення.
Населення — 6,7 тис. мешканців (2002).
Станиця лежить на правому березі річки Челбас, у степовій зоні, за 12 км на захід від районного центру — міста Тихорєцьк.

## Історія
- Село Новорождественське заснували в 1797[1]. Назву село отримало від державних селян-переселенців що прибули сюди з слободи Рождественської Воронезької губернії.
- На 1817, у селі мешкало 426 осіб.
- У 1848, мешканців села було переведено в козацьке стан, а село перетворено на станицю.
- Наприкінці 1932, станиця була занесена на «Чорні дошки». Від голоду померли сотні станичників.

## Адміністративний поділ
До складу Новорождественського сільського поселення крім станиці Новорождественська входить також селище Челбас (226 чол.).
Населення всього 7 014 осіб.